# Unreal Tournament (2014)
Unreal Tournament (kurz UT) ist ein First-Person Shooter, der von Epic Games in Zusammenarbeit mit der Community („Crowdsourcing“) entwickelt wurde. Das Spiel wurde am 8. Mai 2014 angekündigt und befand sich seit diesem Tag in Entwicklung. Das Spiel nutzt die Unreal Engine 4 und wurde für Windows, Mac OS und Linux entwickelt. Nach Release sollte es kostenlos spielbar sein. Epic Games betonte aber, dass es kein typisches Free-to-play-Spiel werden wird.
Es ist das neunte Spiel des Unreal-Franchise und das fünfte Spiel der Unreal-Tournament-Reihe. Aufgrund seines direkten Vorgängers Unreal Tournament 3 wird es von vielen Spielern auch „Unreal Tournament 4“ bzw. „UT4“ genannt, um es besser vom originalen Unreal Tournament aus dem Jahr 1999 unterscheiden zu können.
Seit Juli 2017 gab es keine neuen Versionen des Spiels mehr. Ein Großteil der Entwickler wurde abgezogen, um an Fortnite: Battle Royal zu arbeiten. Im Dezember 2018 bestätigte Epic-Chef Tim Sweeney, dass man nicht mehr weiter an dem Spiel arbeite. Das Spiel werde zwar weiterhin im Epic Games Store verfügbar bleiben, wird aber nicht mehr aktiv weiterentwickelt. Im Januar 2023 wurden die Online-Server für das Spiel schließlich abgeschaltet.

## Entwicklung
Anfang Mai 2014 machten Mitarbeiter von Epic Games mit Twitter-Nachrichten Andeutungen auf ein neues Unreal Tournament. Am 8. Mai folgte dann die offizielle Ankündigung über einen Livestream. Steve Polge (Projektleiter), David Spalinski (Lead Level Designer) und Stacey Conley (Community Manager) verkündeten, dass das Spiel in Zusammenarbeit mit der Community entstehen soll. Die ersten Codezeilen wurden noch am selben Tag geschrieben. Seither verläuft die Entwicklung vollständig transparent. In wöchentlichen Livestreams erzählten die Entwickler über den aktuellen Stand und geplante Features. Der vollständige Quellcode des Spiels ist jederzeit bei GitHub einsehbar. Im Pre-Alpha-Stadium erschien fast jede Woche ein neuer Build des Spiels, der kostenlos heruntergeladen und gespielt werden kann.
Zur Games Developer Conference 2015 hat Epic Games am 2. März ein großes Update für das Spiel herausgebracht. Dieses beinhaltete unter anderem eine angepasste Version des Unreal Editors für das neue Unreal Tournament, den Marktplatz zum Vertrieb von User-generated content und die erste fertige Map namens DM-Outpost23, die zur Präsentation des Spiels auf der Messe genutzt wurde.
Einige Inhalte des Spiels, z. B. diverse 3D-Modelle der Waffen, stammten bereits aus der Community. Über den beigefügten Marktplatz sollte später jeder eigene Inhalte wie Mods, Maps und Skins anbieten können – sowohl kostenlos, als auch für Geld. Ein Teil der Einkünfte ging dabei aber an Epic Games. Damit sollte die Entwicklung finanziert und fortlaufende Kosten gedeckt werden.
Die letzte Version erschien im Juni 2017. Laut Epic-Chef Tim Sweeney wird nicht mehr weiter an dem Spiel gearbeitet. Die Server wurden am 24. Januar 2023 zusammen mit denen der Vorgänger und weiterer Epic-Spiel abgeschaltet.

## Spielprinzip
Unreal Tournament ist ein Arena-Shooter, bei dem man alleine oder im Team in wettkampforientierten Spielmodi gegeneinander antritt. Es gibt verschiedene Waffen und Ausrüstungsgegenstände, die in den Maps verteilt sind und aufgesammelt werden können.

### Spielmodi
Grundlegend sind die Spielmodi nicht anders als bei den Vorgängern. Allerdings hat Epic Games hier und da ein paar kleinere Veränderungen vorgenommen und konzentriert sich mehr auf die wettkampforientierten Modi.
Deathmatch
Hier spielt jeder gegen jeden. Ziel ist es am meisten Frags zu erreichen, also mehr Gegner auszuschalten als die anderen Spieler. Ein Match endet, wenn eine bestimmte Zahl an Frags oder ein festgelegtes Zeitlimit erreicht wurden.
Team Deathmatch
Die Spieler sind in zwei Teams aufgeteilt. Es gelten die gleichen Regeln wie beim Deathmatch.
Duel
In diesem Modus wird ausschließlich eins gegen eins gespielt. Das Ziel ist mehr Frags zu erzielen als der Gegner. Gewöhnlich wird mit einem Zeitlimit von 15 Minuten gespielt.
Capture the Flag
Zwei Teams stehen sich auf größeren Maps gegenüber und müssen die Flagge des gegnerischen Teams erobern und zur eigenen Basis zurückbringen, während die eigene Flagge beschützt werden muss. Epic Games hat die Regeln in diesem Modus leicht angepasst und eine Halbzeit mit Seitenwechsel eingeführt. Während früher hauptsächlich symmetrische Maps gespielt wurden, können nun auch problemlos asymmetrische Maps gespielt werden, ohne das die Spielbalance darunter leidet. Zur schnelleren Fortbewegung hat man in diesem Spielmodus den Translocator zur Verfügung, mit dem man über kurze Distanzen teleportieren kann. Gewonnen hat das Team, das nach Ablauf der Zeit am meisten Punkte erzielt hat.

### Waffen
In Unreal Tournament stehen dem Spieler verschiedene futuristische Waffen zur Verfügung. Zudem haben alle Waffen zwei oder mehr Feuermodi.
Impact Hammer
Die einzige Nahkampfwaffe im Spiel und eher ein Notnagel, wenn man nichts anderes hat. Man kann seinen Gegner damit einen kräftigen Stoß verpassen, der je nach Aufladung hohe Schadenswerte verursachen kann. Oft wird der Impact Hammer auch für Trickjumps genutzt, um an höher gelegene Orte zu kommen, die durch normales Springen nicht erreichbar sind.
Der Impact Hammer kann auch zu defensive Zwecken eingesetzt werden. Mit dem sekundären Feuermodus kann man eine Schockwelle abfeuern, die Projektile abfängt und Gegner zurückstößt.
Enforcer
Eine automatische Pistole und die Standardwaffe, mit der man nach dem Ableben wieder startet. Sammelt man einen zweiten Enforcer auf, kann man beide gleichzeitig nutzen und damit ernstzunehmenden Schaden verursachen.
Bio Rifle
Schwierig zu handhaben, aber auf kurze Distanzen sehr gefährlich: Die Bio Rifle verschießt Klumpen einer grünen Masse, entweder einzeln oder als große Ladung, in bogenförmiger Flugbahn. Die Masse bleibt an Oberflächen hängen und sobald ein Klumpen den Gegner trifft, wird dieser von allen umliegenden Klumpen heimgesucht. In Kombination mit der Link Gun kann man einzelne Klumpen miteinander verbinden und so ein Netz als Falle aufstellen.
Shock Rifle
Eine vielseitige Waffe, mit der man entweder einen Energiestrahl, der Gegner direkt trifft und zurückstößt oder langsam fliegende Energiekugeln abfeuern kann. Schießt man eine Energiekugel mit einem Strahl ab, dann kommt es zu einer Explosion, die im näheren Umfeld verheerenden Schaden verursacht. Diese „Shock Combo“ macht die Shock Rifle seit jeher zu einer ikonischen Waffe.
Link Gun
Mit dieser Waffe lassen sich mittelschnelle Plasmaprojektile abfeuern oder ein Traktorstrahl erzeugen, der den Gegner in seiner Bewegung einschränkt. Namensgebend für die Link Gun ist die Möglichkeit, sich über den Strahl mit einem Mitspieler zu verlinken und diesem damit einen Schadensbonus zu verleihen.
Stinger-Minigun
Im „Minigun“-Modus schießt man Kugeln mit extrem hoher Feuerrate aus allen Läufen. Alternativ kann die Stinger-Minigun auch Kristallsplitter abschießen, die Gegner zurückstoßen, aber viel langsamer abgefeuert werden.
Flak Cannon
Eine weitere ikonische Waffe in Unreal Tournament ist die Flak Cannon. Sie verschießt Splitter mit breiter Streuung und ist damit besonders auf kurze Distanzen effektiv. Für mittlere Distanzen gibt es eine Art Granate mit bogenförmiger Flugbahn, die beim Aufprall Splitter in alle Richtungen verteilt.
Rocket Launcher
Der Raketenwerfer kann bis zu drei Raketen in seine Rohre laden, bevor er sie abfeuert. Werden mehrere Raketen geladen, dann werden diese schnell hintereinander abgefeuert. Der Spieler kann die Streuung durch Bewegung des Fadenkreuzes oder der Spielfigur steuern. Wie im originalen Unreal Tournament hat man auch die Möglichkeit die Raketen als Granaten abzufeuern.
Sniper Rifle
Die einzige nicht-futuristische Waffe im Spiel ist das Scharfschützengewehr. Es zählt aber dennoch zu den stärksten Waffen, wenn man damit umgehen kann. Es besitzt natürlich einen Zoom für weite Distanzen. Das Scharfschützengewehr ist zudem die einzige Waffe, mit der man Kopfschüsse erzielen kann, die zusätzlichen Schaden verursachen.
Redeemer
Dieser mächtige Raketenwerfer gehört nicht zum Standardarsenal an Waffen, ist aber auf einigen Karten zu finden. Er feuert eine riesige Rakete mit einem nuklearen Sprengkopf ab, die sogar per Onboard-Steuerung gelenkt werden kann. Beim Aufprall entsteht eine Druckwelle, die alle Spieler in näherer Umgebung tötet. Der Redeemer hat nur einen Schuss und erscheint nur alle zwei Minuten.
Translocator
Dieses kleine Werkzeug ist keine richtige Waffe, sondern ein Teleporter. Es schießt eine kleine Scheibe ab, die den Zielort festlegt. Man kann sich dann jederzeit an den Ort teleportieren, an dem sich die Scheibe befindet, außer sie wurde durch Beschuss zerstört oder man stirbt vorher. Regulär steht der Translocator nur im Spielmodus Capture the Flag zur Verfügung.

### Ausrüstungsgegenstände
Neben den Lebenspunkten gibt es in Unreal Tournament auch Rüstungspunkte, die man durch aufsammeln bestimmter Items bekommt. Diese bewirken, dass eingehender Schaden nur teilweise oder gar nicht von den Lebenspunkten abgezogen wird. Zusätzlich gibt es sogenannte Powerups, die für kurze Zeit mehr Schaden oder bestimmte Fähigkeiten verleihen.

#### Rüstungen
Helm
Der Helm gibt 20 Rüstungspunkte und sorgt dafür, dass man beim nächsten Kopftreffer durch die Sniper Rifle keinen Bonusschaden erleidet. Dazu kommt eine allgemeine Schadensreduktion um 40 %.
Beinschoner
Die Beinschoner geben 50 Rüstungspunkte und eine Reduktion des Schadens um 50 %.
Brustpanzer
Der Brustpanzer verleiht 100 Rüstungspunkte und reduziert eingehenden Schaden um 75 %.
Schildgürtel
Dieser Gürtel ist der begehrteste Rüstungsgegenstand. Er gibt 150 Rüstungspunkte und überträgt eingehenden Schaden komplett auf die Rüstung.

#### PowerUps
Jump Boots
Diese Schuhe ermöglichen durch erneutes Drücken der Sprungtaste in der Luft einen sehr hohen Sprung. Auf manchen Karten braucht man die Jump Boots, um an andere Items oder Waffen zu kommen. Sie ermöglichen zudem viele Abkürzungen. Man hat allerdings nur drei Ladungen.
UDamage
Sammelt man das UDamage (auch “Damage Amplifier” genannt) auf, dann macht man für begrenzte Zeit mit jeder Waffe doppelt soviel Schaden.
Berserk
Dieses PowerUp verleiht allen Waffen für kurze Zeit die doppelte Feuerrate.
Invisibility
Sammelt man dieses PowerUp auf, wird man für alle anderen Spieler fast komplett unsichtbar. Lediglich die Umrisse der Spielfigur sind bei genauem Hinsehen leicht zu erkennen.

## Modifikationen und Marktplatz
Die Spielereihe war schon immer auch für ihre Mods bekannt. Im Unreal Tournament Early Access nahmen diese sogar eine noch wichtigere Rolle ein. Über den Marktplatz konnten Mods, Maps, Skins und andere Inhalte kostenlos angeboten oder gegen Geld vertrieben werden. Ein Teil der dadurch erzielten Einnahmen ging an Epic Games, wodurch die Entwicklung des Spiels finanziert werden sollte. Epic Games hat zudem zahlreiche Tutorials erstellt, die den Einstieg in die kostenlose Unreal Engine 4 erleichtern sollten. Mitglieder der Community arbeiteten an eigenen Spielmodi, Maps, Waffen und anderen Projekten. Es wurden auch beliebte Inhalte der bisherigen Unreal-Spiele für Unreal Tournament umgesetzt. Unter anderem die bekannte Mod ChaosUT und der Spielmodus Domination wurden von der Community entwickelt.